# 鄭子
鄭子（？—前680年），姬姓，名嬰，字子儀，中國春秋時代鄭國君主 (前694年─前680年在位)，史稱子儀、鄭子或郑子婴。
子儀在位十四年，是鄭莊公諸子中出任國君時間最長者。祭足繼續以大夫身份執政，直至前682年去世，但隨後鄭厲公來攻，子儀為部下傅瑕所殺，厲公復國。

## 在位
郑子是鄭莊公之子，鄭昭公、鄭厲公及公子亹均為子儀的兄長。
祭足在前697年迫鄭厲公流亡後，復國的鄭昭公和繼任的公子亹分別為高渠彌及齊襄公所殺。祭足不敢迎接厲公回國，於是迎接正於陳國流亡的郑子回國即位。《史記》和《左傳》均稱之為鄭子。
前691年，魯莊公到滑國準備和鄭子會面，商討援救纪国的事宜。鄭子以國內局勢未穩為由推辭。但在次年 (前690年) 紀國滅亡前，鄭子與陳宣公和齊襄公在垂地會面。
据说前686年，鄭國都城南門有一蛇與城外的蛇相鬥，被外蛇殺死。鬥蛇事件被視為厲公復位的預兆。
祭足去世後兩年 (前680年)，流亡在櫟的鄭厲公發兵進攻鄭國，守將傅瑕被擒。傅瑕向鄭厲公承諾，回到鄭國後會殺死鄭子而協助厲公復位，於是厲公把他釋放。傅瑕回到鄭國後，把鄭子和他的兩個兒子都殺掉，迎接厲公回國復位，但厲公卻反指傅瑕為臣不忠，而把他處死。
郑厉公之子郑文公竟然納了郑子之妃陳媯，生下世子华和公子臧，但都因謀反被殺。